# Baba Pyare Lal Bedi
Baba Bedi XVI, né Baba Pyare Lal Bedi (Dera Baba Nanak , 5 avril 1909 - Rivarolo Canavese, 31 mars 1993 ), est un mystique indien.
Il est considéré comme le 16e descendant du fondateur du sikhisme, Guru Baba Nanak (1469-1539).
Il répandit le mouvement spirituel de l' Age du Verseau, la Philosophie du Verseau, basée sur l'existence d'une source divine unique et détachée de toute religion existante.
Il est l'époux de Freda Bedi et le père de l'acteur Kabir Bedi.

## Biographie
Baba Bedi XVI (Baba Pyare Lal Bedi) est né dans la région du Pendjab en Inde. Il est étudiant universitaire en Inde, puis à l'université d'Oxford, à l'université Ruprecht Karl de Heidelberg et à l'université de Genève et chercheur à l'université de Berlin. À Oxford, il épouse son amie universitaire Freda Marie Houlston. Ranga, leur premier enfant est né à Berlin en 1933. Il rentre en Inde en 1934, participe aux activités politico-révolutionnaires de la gauche. Après des années de combat contre l'occupant anglais, il est incarcéré dans le camp de détention anglais de Deoli dans le désert du Thar. Dans les années qui suivent, il est chef de la délégation du nord de l'Inde au premier congrès du Parti communiste d'Inde ; il était également membre de l'exécutif de l'Union des paysans de l'Inde. Lorsque les Chinois ont envahi l'Inde, il forme le Front de résistance des vétérans révolutionnaires. Il fonde et dirige le trimestriel Contemporary India et l'hebdomadaire Monday Morning.
De 1947 à 1952, après l'indépendance de l'Inde et la partition entre le Pakistan et l'Inde, il se consacre à l'aide aux réfugiés, puis, à partir de 1953, il se consacre entièrement à la vie spirituelle, suivant sa voie personnelle, détachée de toute religion. Pendant cette période, sa femme Freda Bedi (1911-1977) - qui avait collaboré à la lutte de libération de l'Inde - devint nonne du bouddhisme tibétain.

## Activité spirituelle
En 1961 Baba Bedi XVI fonde l'Institut de Recherche sur l'Inconnu à New Delhi puis en 1972 il s'installe en Italie , où il développe sa Philosophie du Verseau, basée sur l'enseignement de la Thérapie Vibratoire et sur le développement de la personnalité humaine par l'Expression Psychique. En 1981, il a organisé le 2e Congrès international sur la réincarnation à Milan, à l'origine du mouvement mondial de "vivre selon la conscience éthique", puis, en 1977, à la mort de sa première femme, il épouse Antonia Chiappini, sa partenaire et collaboratrice et en 1979, ils fondent ensemble le centre de Philosophie du Verseau.
En Italie, le Centre de Philosophie Aquarienne Segrate poursuit son activité sous la direction de son épouse, Antonia Chiappini Bedi. Baba Bedi dans son dernier livre "L'œil de la conscience de l'âme" a écrit: «Cette nouvelle école de pensée philosophique est née en travaillant main dans la main avec ma femme Antonia Chiappini Bedi et à elle va la gratitude de mon âme ». En 1992, Baba Bedi XVI a fondé l'Institut de pédagogie du Verseau à Cittadella avec pour tâche de transmettre sa pensée philosophique.